# Palacios del Arzobispo
Palacios del Arzobispo és un municipi de la província de Salamanca a la comunitat autònoma de Castella i Lleó. Limita al Nord amb Santiz i Valdelosa, a l'Est amb Zamayón, al Sud amb San Pelayo de Guareña i Añover de Tormes i a l'Oest amb Moraleja de Sayago.

## Demografia
| 1991 | 1996 | 2001 | 2004 |
| ---- | ---- | ---- | ---- |
| 280  | 247  | 215  | 200  |